# زلزال ذمار 1982
زلزال مدينة ذمار الذي وقع في شمال اليمن بالقرب من مدينة ذمار (جزء من اليمن حالياً) بتاريخ في 13 ديسمبر 1982 وكانت قوته 6.0 درجة، كان زلزال مسجل إينسترومينتالي الأول في منطقة ذمار. قتل في هذا الزلزال نحو 2800 شخص وأصيب 1,500 بجروح. حدثت هذه الهزة على بعد مئات من الكيلو مترات من طبقة ارضية جيولوجية معقدة تتضمن براكين نشطة بالإضافة ونتوءات جبلية في قاع البحر. اليمن لديها سجل حافل بالزلازل المدمرة، رغم ذلك يعتبر هذا أول زلزال يتم الكشف عنه عن طريق شبكة رصد الزلازل العالمية.

## الوضع التكتوني
الجزء الجنوبي الغربي من صفيحة شبة الجزيرة العربية يقع متاخماً لمنطقة تقاطع العفر الثلاثي (مساحة تنتشر فيها النتوء الجبلية) بالقرب من البحر الأحمر. يمثل التقاطع الثلاثي نقطة تقاطع بين الصحيفة العربية، الأفريقية والصومالية. بدأ الانتشار قبل حوالي 5 مير ويستمر على 6 إلى 7.5 ملم في السنة في الإتجاة الجنوبي من البحر الأحمر و ~10 ملم في السنة في اتجاه شرق خليج عدن. تتركز انشطة الزلازل عادتاً على النتوء الجبلية الموجودة في قاع البحار، ولكن هناك احتمالات قليلة إلى متوسطة لحدوثها على سطح اليابسة في المناطق الداخلية من صحيفة شبة الجزيرة العربية ضمن 200 إلى 300 كيلو متر (120-190 ميل) من الخط المركزي للبحر الأحمر في اليمن، كما يمكن ان تمتد لتصل إلى الجزء الشمالي الغربي من المملكة العربية السعودية، منطقة عسير تحديداً.

## الزلزال

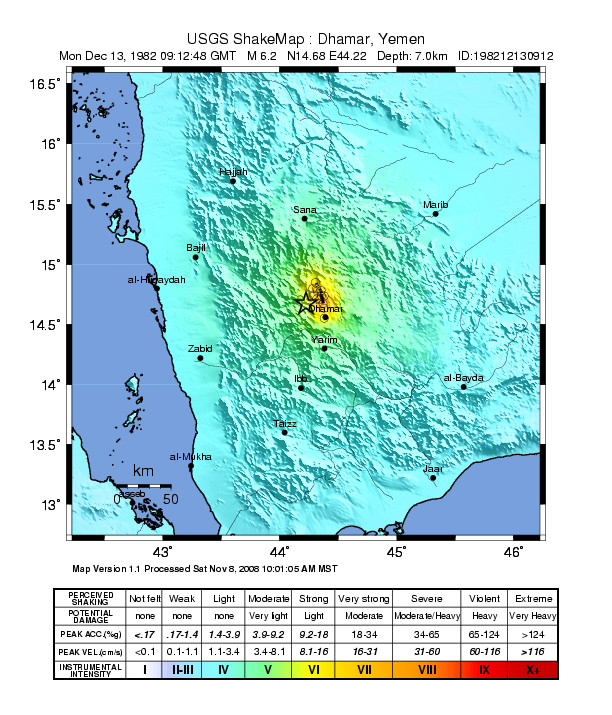
USGS خريطة الإهتزاز للحدث

هذا الحدث يعد الحدث الأول من نوعه في عدت تصنيفات. كان أول زلزال فعّال يقع في جنوب الجزيرة العربية منذ العام 1959م وأول زلزال يسفر عدد وفيات كبيرة منذ العام 1941م. وكان أيضاً أول زلزال يتم الكشف عنه عن بعد عن طريق شبكات رصد الزلازل العادية وشبكات رصد الزلازل الرقمية.
بسبب حدوث الهزة على بعد 200 كيلو متر (120 ميل) من صدع البحر الأحمر، فقد تم وصفة من قبل خبير الزلازل لانجر إيت بأنه (صحيفة ثانوية) بدل من ان تكون صحيفة ناشئة. كشف تحليل البيانات المصدرية ان الهزة الرئيسية كانت ناشئة من حدث تصدع معقد، ويتكون من هزتان متساويتان في الحجم، انتشروا في خلال 12 ثانية. تمت مقارنته بزلزال كوالينغا 1983م و زلزال موجان هيل 1984م, كلاهما حدثا في كاليفورنيا والتي حدثت فيها هزتان بخصائص مشابهة.

### الأضرار
حدثت الهزة الرئيسية في منطقة مكتظة سكانياً على بعد 70 كيلو متر (43 ميل) جنوب صنعاء. خلق الحدث الرئيسي وتوابعه منطقة دمار بين كلاً من مدينة معبر (مدينة) ومدينة ذمار، حيث تضررت القرى القديمة بشكل أكبر، والبيوت المبنية من الطين والحجر نالت النصيب الأكبر من الضرر. البيوت والقرى التي كانت مجاورة للمنحدرات تعرضت لإنهيارات صخرية وأرضية.
ذكرت هيئة المساحة الجيولوجية الأمريكية ان هناك 2800 قتيل و1500 شخص مصاب. هناك قرابة 300 قرية تعرضت للضرر الشديد، وحوالي 700000 شخص اصبحوا بلا مأوى. شُعر بالزلزال في مناطق شمال وجنوب اليمن، بالإضافة إلى أماكن في المملكة العربية السعودية.

### الهزات الارتدادية
بعد ستة عشر يوماً من الهزة الرئيسية، تم تركيب شبكة رصد زلازل محمولة تتكون من وحدات تناظرية في المنطقة. بعد ستة أيام من الرصد، تم توثيق الألف من الهزات الارتدادية. اثنان من الأحداث الرئيسية، حدث 29 ديسمبر (بقوة 5.3) و حدث 8 يناير (بقوة 4.6)، تم رصدهم من خلال اجهزة الرصد عن بعد خلال تلك الفترة.

## أحداث أخرى
كان هناك 30 سنة وثّقت فيها زلازل منفردة أو متعدد في اليمن قبل عام 1982م. في عام 1909م، ادت هزة أرضية إلى وفاة 300 شخص وتدمير 400 منزل، وفي عام 1941م ضربت هزتان أرضيتان (بمقياس 5.8 و 6.2) وقتلت حوالي 1200 شخص ودمرت 1400 منزل. وقعت أحداث أخرى طفيفة في العام 1955م ومرة أخرى في العام 1959م.

## روابط خارجية
- الزلازل الهامة حول العالم في 1982 – الماسح الجيولوجي الأمريكي
- القاطع الثلاثي: البحر الأحمر / شرق أفريقيا – المجتمع الجيولوجي في لندن